# Millenium IV V
Millenium IV V – debiutancki album rosyjskiej grupy metalowej Flymore.

## Lista utworów
1. "Intro" – 1:43
2. "Misunderstanding" – 4:39
3. "Wake Up" – 4:08
4. "All the Time I Bled" – 2:58
5. "My Last Goodbye" – 4:51
6. "I Will Still Sing" – 3:46
7. "Queen of the Damned" – 4:48
8. "Nothing Personal" – 3:49
9. "Insane" – 3:29
10. "Hold On" – 3:14
11. "Live It Up" – 3:38
12. "My Destination" – 2:43
13. "Asylum" – 5:08 (utwór dodatkowy)

## Twórcy
- Maks "Frozt" Morozow – wokal
- Igor "Fly" Muchin – gitara
- Denis "Check" Rybakow – gitara basowa
- Siergiej Kulikow – perkusja
- Nikita Aleksiejew – gitara